# Keanu Blunt
Keanu Blunt, pseudonimo di Džiugas Marčėnas (...), è un cantante lituano.

## Biografia
Ha iniziato a pubblicare musica nel 2017, ma è salito alla ribalta soltanto l'anno seguente con l'uscita del primo album in studio Max Pain, realizzato con Free Finga, che ha fatto il proprio ingresso nella Albumų Top 100. Ha conquistato risultati maggiori con l'uscita del secondo disco Velniškas greitis, messo in commercio a novembre 2020, che ha esordito alla 13ª posizione della classifica nazionale ed è stato trainato dal singolo Išvažiuoju, inciso con OG Version, grazie al quale ha ottenuto la sua prima entrata in top forty nella Singlų Top 100. Il successo riscontrato nel corso dell'anno ha permesso al cantante di ottenere due candidature ai Muzikos asociacijos metų apdovanojimai, i premi musicali principali della Lituania.

## Discografia

### Album in studio
- 2018 – Max Pain (con Free Finga)
- 2020 – Velniškas greitis

### EP
- 2018 – Lost

### Singoli
- 2017 – Gucci Coffin (con Justicious)
- 2018 – 7 Times
- 2018 – Kill You (con Free Finga)
- 2019 – Hard Love (con Lil Skar e Free Finga)
- 2019 – Silpnybė
- 2019 – Žirgai
- 2020 – Važiavai (feat. Cheri)
- 2020 – Išvažiuoju (con OG Version)
- 2022 – Šalia (con Angelou)